# Deborah Nunes
Pour les articles homonymes, voir Nunes.
Deborah Hannah Pontes Nunes, née le 14 mars 1993, est une handballeuse internationale brésilienne. Elle évolue dans le club brésilien de Metodista/São Bernardo.

## Palmarès

### En sélection
- championne du monde en 2013 en Serbie[1]